# Número de escoamento
O número de escoamento (frequentemente referido por número de escorrência, número de curva ou simplesmente CN ou SCS-CN) é um parâmetro empírico utilizado em hidrologia para obter previsões do caudal de escoamento superficial directo ou de infiltração em função do volume de excesso de precipitação. A determinação do número de escoamento e os seus valores numéricos resultaram da análise empírica dos dados obtidos por observação do processo de geração de escoamento superficial em pequenas bacias hidrográficas (microbacias) e em parcelas de encosta monitorizadas pelo Soil Conservation Service do Departamento de Agricultura dos Estados Unidos (USDA). O método é demonstradamente preciso e de fácil cálculo, sendo amplamente utilizado para determinar a quantidade aproximada de escoamento superficial directo gerado numa área específica em resposta a determinado um evento de precipitação. Como o método foi desenvolvido pelo Natural Resources Conservation Service do USDA, anteriormente designado por Soil Conservation Service ou SCS, é frequentemente designado por método do número de curva do SCS (do inglês: "SCS runoff curve number").

## Descrição
A determinação do número de escoamento baseia-se na análise das características hidrológicas predominantes do solo na área em estudo, traduzidas no grupo hidrológico a que o solo pertence, no uso do solo, características da superfície da bacia (em particular a sua permeabilidade e rugosidade) e na  condição hidrológica do solo (traduzida pelas condições antecedentes de humidade) no período imediatamente anterior ao início do evento de precipitação. Existem numerosas publicações detalhando o valor do número de escoamento em função de das características hidrológicas do solo, da vegetação e de outros parâmetros relevantes.
Utilizando a metodologia do número de escoamento, o volume de água escoada directamente sobre a superfície do solo relaciona-se com a precipitação e com as características hidrológicas através da seguinte equação empírica:
{\displaystyle Q={\frac {(P-I_{a})^{2}}{{P-I_{a}}+S}}}   (com {\displaystyle P>I_{a};}   se  {\displaystyle P<=I_{a}}   então   {\displaystyle Q=0})
onde
{\displaystyle Q} — escoamento superficial ([L]; mm ou in)
{\displaystyle P} — precipitação acumulada (escoamento potencial máximo; [L]; mm ou in)
{\displaystyle S} — máxima capacidade de retenção de água do solo após o início do escoamento ([L]; mm ou in), calculada de acordo com uma formulação empírica (ver abaixo; diferente consoante se use como unidade o milímetro ou a polegada)
{\displaystyle I_{a}} —  perdas iniciais (de precipitação) devido à intercepção pelo coberto vegetal, infiltração e retenção em depressões de terreno ([L]; mm ou in). Na formulação originária assumiu-se que {\displaystyle I_{a}=0.2S}, porém o {\displaystyle I_{a}} varia entre {\displaystyle 0,0S} e {\displaystyle 0,3S}, sendo por vezes utilizado {\displaystyle I_{a}=0,1S}.
O número de escoamento, {\displaystyle CN}, está relacionado com o parâmetro {\displaystyle S} através das seguintes fórmulas:
Para valores em milímetro (mm):
{\displaystyle S={\frac {25400}{CN}}-254}
Para valores em polegada (in):
{\displaystyle S={\frac {1000}{CN}}-10}
Nessas condições, e para a generalidade dos solos, {\displaystyle CN} fica compreendido entre 30 e 100; números mais baixos indicam um menor potencial de geração de escoamento superficial, enquanto números maiores são indicador de maior potencial de geração de escoamento. Quanto menor for o valor do número de escoamento, maior é a permabilidade do solo.
O escoamento superficial gerada em resposta a um determinado evento de precipitação é afectado pelo toer de humidade do solo existente no momento em que a precipitação começa. Este teor é em geral designado por condições antecedentes de humidade, frequentemente abreviado AMC (do inglês: "antecedent moisture condition"). O número de escoamento, calculado pela metodologia acima descrita, pode ser considerado como referente a condições médias de humidade no solo, em geral denotadas pela sigla AMC II ou {\displaystyle CN_{II}}. Quando as condições antecedentes de humidade corresponde a um solo seco (ou seja, com baixo teor de humidade) utiliza-se a designação AMC I, ou {\displaystyle CN_{I}}, e quando muito húmido  designação AMC III ou {\displaystyle CN_{III}}. O número de escoamento padrão (ou seja o {\displaystyle CN_{II}}) pode ser ajustado através da aplicação de factores AMC,  sendo que os factores para conversão para {\displaystyle CN_{I}} são inferiores a 1 (reduzindo o {\displaystyle CN} e em consequência a estimativa de escoamento potencial), whenquanto os factores referentes a {\displaystyle CN_{III}} são maiores que 1 (aumentando o {\displaystyle CN} e a estimativa de escoamento potencial). Em geral os factores AMC são apresentados em forma tabular para cada tipo de solo.